# Ipiutaq
Ipiutaq [iˈpiutaq] (nach alter Rechtschreibung Ipiutaĸ) ist eine grönländische Schäfersiedlung im Distrikt Narsaq in der Kommune Kujalleq.

## Lage
Ipiutaq liegt am Nordufer des Tunulliarfik auf halber Strecke zwischen Narsaq und Igaliku östlich der Halbinsel Nunasarneq.

## Geschichte
1955 lebten vier Personen in Ipiutaq, ebenso wie 1960. 1965 war die Zahl auf sieben angestiegen, wobei es sich um zwei Familien handelte. 1968 lebten acht Menschen im Ort.

## Bevölkerungsentwicklung
Ipiutaq ist nicht durchgehend bewohnt und hatte in den letzten Jahrzehnten maximal vier Einwohner. Einwohnerzahlen der Schäfersiedlungen sind letztmals für 2013 bekannt. Ipiutaq wird statistisch unter „Farmen bei Narsaq“ geführt.